# Rômulo de Burdígala
Rômulo (em latim: Romulus) foi um gramático grego do começo do século IV. Se sabe que atuava em Burdígala (atual Bordéus) e foi professor de Ausônio.